# Pro Bowl Games 2023
Navigation
2022 2024
Le Pro Bowl Games 2023 est un évènement de football américain se déroulant après la saison 2022 de la National Football League (NFL), une semaine avant le Super Bowl LVII.
Sponsorisé par la société Verizon, l'événement est officiellement dénommé 2023 Pro Bowl Games presented by Verizon. La NFL s'est associée à Peyton Manning et sa société Omaha Productions (en) pour réorganiser l'événement.
Cette édition voit la naissance des Pro Bowl Games qui remplacent le traditionnel match des étoiles par huit concours d'habiletés et par trois matchs de flag football (sans contact).
Les votes désignant les joueurs invités à l'événement ont commencé le 15 novembre 2022 et les effectifs ont été annoncés le 21 décembre 2022,.
Les concours d'habiletés sont animés par la société A. Smith & Co. Productions, productrice d'émissions telles que American Ninja Warrior (en), Hell's Kitchen et The Titan Games (en).
C'est la NFC qui remporte finalement le Pro Bowl Games 2023 sur le score de 35 à 33 au terme du dernier match de flag football.

## Format
Un concours d'habiletés rapporte trois points à la conférence qui le remporte (aucun point au perdant). Les points s'additionnent par conférence au fur et à mesure des concours. Un nombre maximal de 24 points est attribué pour l'ensemble des huit concours.
La conférence gagnante de chacun des deux premiers matchs de flag football apporte six points à son équipe, pour un total de 12 points disponibles.
Les points des concours d'habiletés et des deux premiers matchs de flag football sont additionnés. Ces points déterminent le score au début du troisième et dernier match de flag qui déterminera la conférence gagnante du Pro Bowl Games.

## Concours d'habiletés
Les concours d'habiletés ont lieu le 2 février 2023 au Intermountain Healthcare Performance Center (en) (siège social des Raiders de Las Vegas) situé à Henderson dans le Nevada et le 5 février 2023 à l'Allegiant Stadium situé à Paradise à proximité de Las Vegas.
Liste des huit concours :
- 2 février 2023 :
  - Epic Pro Bowl Dodgeball
  - Lightning Round
  - Longest Drive
  - Precision Passing presented by EA SPORTS Madden NFL 23 Mobile
  - Best Catch presented by Uber Eats
- 5 février 2023 :
  - Gridiron Gauntlet
  - Kick Tac Toe
  - Move The Chains
  - Best Catch presented by Uber Eats (finale)

## Flag Football
Les trois matchs se déroulent le 5 février 2023 à l'Allegiant Stadium situé à Paradise à proximité de Las Vegas.
Les quarterbacks Geno Smith (NFC) et Tyler Huntley (AFC) s'affrontent lors du premier match remporté 33 à 27 par la NFC.
Les quarterbacks Trevor Lawrence (AFC) et Jared Goff (NFC) s'affrontent lors du deuxième remporté 18 à 13 contre l'AFC.
Les quarterbacks Kirk Cousins (NFC) et Derek Carr (AFC) s'affrontent lors du troisième match, épreuve ultime du Pro Bowl Games 2023. Le match commence avec le score cumulé des précédentes épreuves, l'AFC menant alors 21 à 15. La NFC gagne néanmoins le troisième match sur le score de 35 à 33 remportant ainsi le Pro Bowl Games 2023.

## Entraîneurs
L'équipe de l'AFC est dirigée par :
- Peyton Manning (entraîneur principal) ;
- Ray Lewis (coordonnateur défensif) ;
- Diana Flores (coordonnateur offensif) ;
- Snoop Dogg (capitaine), chanteur et acteur

L'équipe de la NFC est dirigée par :
- Eli Manning (entraîneur principal) ;
- DeMarcus Ware (coordonnateur défensif) ;
- Vanita Krouch (coordonnateur offensif).
- Pete Davidson (capitaine), acteur

## Les équipes

### AFC
Le joueur doit accepter l'invitation à être remplaçant pour apparaître dans les listes. Celui qui refuse l'invitation n'est pas considéré comme Pro Bowler.
- En GRAS, les sélectionnés ayant participé au Pro Bowl Games ;
- C  = Joueur sélectionné comme capitaine ;
- a  = Sélectionné comme remplaçant à la suite d'une blessure ou d'une place vacante ;
- b  = Blessé/joueur suspendu - sélectionné mais qui n'a pas participé ;
- c  = Remplacement du titulaire - sélectionné comme réserve ;
- d  = Sélectionné mais n'a pas joué car son équipe participait au Super Bowl LVII ;
- e  = Sélectionné mais ayant choisi de ne pas participer.
- f  = Sélectionné comme titulaire mais a cédé son poste.

| Position         | Titulaires                                            | Réserve(s)                                         | Remplaçant(s)                                                                |
| ---------------- | ----------------------------------------------------- | -------------------------------------------------- | ---------------------------------------------------------------------------- |
| Quarterback      | 15 Patrick Mahomes, Chiefsd                           | 17 Josh Allen, Billsb 9 Joe Burrow, Bengalse       | 2 Tyler Huntley, Ravensa 16 Trevor Lawrence, Jaguarsa 4 Derek Carr, Raidersa |
| Running back     | 24 Nick Chubb, Browns                                 | 28 Josh Jacobs, Raiders 22 Derrick Henry, Titans   |                                                                              |
| Fullback         | 42 Patrick Ricard, Ravens                             |                                                    |                                                                              |
| Wide receiver    | 10 Tyreek Hill, Dolphins 14 Stefon Diggs, Bills       | 1 Ja'Marr Chase, Bengals 17 Davante Adams, Raiders |                                                                              |
| Tight end        | 87 Travis Kelce, Chiefsd                              | 89 Mark Andrews, Ravens                            | 88 Dawson Knox, Billsa                                                       |
| Offensive tackle | 78 Laremy Tunsil, Texans 72 Terron Armstead, Dolphins | 57 Orlando Brown Jr., Chiefsd                      | 73 Dion Dawkins, Billsa                                                      |
| Offensive guard  | 56 Quenton Nelson, Coltsb 75 Joel Bitonio, Browns     | 62 Joe Thuney, Chiefsd                             | 76 Rodger Saffold, Billsa 77 Wyatt Teller, Brownsa                           |
| Center           | 52 Creed Humphrey, Chiefsd                            | 60 Mitch Morse, Bills                              | 60 Ben Jones, Titansa                                                        |

| Position           | Titulaires                                          | Réserve(s)                                            | Remplaçant(s)                                     |
| ------------------ | --------------------------------------------------- | ----------------------------------------------------- | ------------------------------------------------- |
| Defensive end      | 95 Myles Garrett, Browns 98 Maxx Crosby, Raiders    | 91 Trey Hendrickson, Bengals                          |                                                   |
| Defensive tackle   | 95 Chris Jones, Chiefsd 95 Quinnen Williams, Jets   | 98 Jeffery Simmons, Titans                            | 97 Cameron Heyward, Steelersa                     |
| Outside linebacker | 9 Matthew Judon, Patriots 52 Khalil Mack, Chargersb | 90 T. J. Watt, Steelersb                              | 58 Matt Milano, Billsa 2 Bradley Chubb, Dolphinsa |
| Inside linebacker  | 18 Roquan Smith, Ravens                             | 57 C. J. Mosley, Jets                                 |                                                   |
| Cornerback         | 1 Sauce Gardner, Jets 2 Patrick Surtain II, Broncos | 44 Marlon Humphrey, Ravens 25 Xavien Howard, Dolphins |                                                   |
| Free safety        | 39 Minkah Fitzpatrick, Steelers                     |                                                       |                                                   |
| Strong safety      | 3 Derwin James, Chargers                            | 21 Jordan Poyer, Bills de Buffalo                     |                                                   |

| Position           | Titulaires                 | Réserve(s)                 |
| ------------------ | -------------------------- | -------------------------- |
| Punter             | 5 Tommy Townsend, Chiefsd  | 6 A. J. Cole III, Raidersa |
| Kicker             | 9 Justin Tucker, Ravens    |                            |
| Kick Returner      | 13 Devin Duvernay, Ravensb | 39 Jamal Agnew, Jaguarsa   |
| Équipiers spéciaux | 34 Justin Hardee, Jets     |                            |
| Long snapper       | 46 Morgan Cox, Titans      |                            |

### NFC
Le joueur doit accepter l'invitation à être remplaçant pour apparaître dans les listes. Celui qui refuse l'invitation n'est pas considéré comme Pro Bowler.
- En GRAS, les sélectionnés ayant participé au Pro Bowl Games ;
- C  = Joueur sélectionné comme capitaine ;
- a  = Sélectionné comme remplaçant à la suite d'une blessure ou d'une place vacante ;
- b  = Blessé/joueur suspendu - sélectionné mais qui n'a pas participé ;
- c  = Remplacement du titulaire - sélectionné comme réserve ;
- d  = Sélectionné mais n'a pas joué car son équipe participait au Super Bowl LVII ;
- e  = Sélectionné mais ayant choisi de ne pas participer.
- f  = Sélectionné comme titulaire mais a cédé son poste.

| Position         | Titulaires                                           | Réserve(s)                                            | Remplaçant(s)                                          |
| ---------------- | ---------------------------------------------------- | ----------------------------------------------------- | ------------------------------------------------------ |
| Quarterback      | 1 Jalen Hurts, Eaglesd                               | 7 Geno Smith, Seahawks 8 Kirk Cousins, Vikings        | 16 Jared Goff, Lionsa                                  |
| Running back     | 26 Saquon Barkley, Giants                            | 20 Tony Pollard, Cowboysb 26 Miles Sanders, Eaglesd   | 4 Dalvin Cook, Vikingsa 23 Christian McCaffrey, 49ersa |
| Fullback         | 44 Kyle Juszczyk, 49ers                              |                                                       |                                                        |
| Wide receiver    | 18 Justin Jefferson, Vikings 11 A. J. Brown, Eaglesd | 88 CeeDee Lamb, Cowboys 17 Terry McLaurin. Commanders | 14 Amon-Ra St. Brown, Lions                            |
| Tight end        | 85 George Kittle, 49ers                              | 87 T. J. Hockenson, Vikings                           |                                                        |
| Offensive tackle | 71 Trent Williams, 49ers 65 Lane Johnson, Eaglesd    | 78 Tristan Wirfs, Buccaneers                          | 58 Penei Sewell, Lionsa                                |
| Offensive guard  | 70 Zack Martin, Cowboys 69 Landon Dickerson, Eaglesd | 63 Chris Lindstrom, Falcons                           | 74 Elgton Jenkins, Packersa                            |
| Center           | 62 Jason Kelce, Eaglesd                              | 77 Frank Ragnow, Lions                                | 63 Tyler Biadasz, Cowboysa                             |

| Position           | Titulaires                                            | Réserve(s)                                            | Remplaçant(s)                |
| ------------------ | ----------------------------------------------------- | ----------------------------------------------------- | ---------------------------- |
| Defensive end      | 97 Nick Bosa, 49ersb 53 Brian Burns, Panthers         | 90 DeMarcus Lawrence, Cowboys                         | 94 Cameron Jordan, Saintsa   |
| Defensive tackle   | 99 Aaron Donald, Ramsb 93 Jonathan Allen, Washington  | 97 Dexter Lawrence, Giants                            | 94 Daron Payne, Commandersa  |
| Outside linebacker | 11 Micah Parsons, Cowboys 55 Za'Darius Smith, Vikings | 7 Haason Reddick, Eaglesd                             | 99 Danielle Hunter, Vikingsa |
| Inside linebacker  | 54 Fred Warner, 49ers                                 | 56 Demario Davis, Saints                              |                              |
| Cornerback         | 2 Darius Slay, Eaglesd 7 Trevon Diggs, Cowboys        | 27 Tariq Woolen, Seahawks 23 Jaire Alexander, Packers | 5 Jalen Ramsey, Ramsa        |
| Free safety        | 6 Quandre Diggs, Seahawks                             |                                                       |                              |
| Strong safety      | 3 Budda Baker, Cardinals                              | 29 Talanoa Hufanga, 49ers                             |                              |

| Position           | Titulaires                   | Réserve(s) |
| ------------------ | ---------------------------- | ---------- |
| Punter             | 5 Tress Way, Commanders      |            |
| Kicker             | 5 Jason Myers, Seahawks      |            |
| Kick Returner      | 9 KaVontae Turpin, Cowboys   |            |
| Équipiers spéciaux | 39 Jeremy Reaves, Commanders |            |
| Long snapper       | 42 Andrew DePaola, Vikings   |            |

### Nombre de sélections par franchise
| Équipes                            | Nb. |
| ---------------------------------- | --- |
| Ravens de Baltimore                | 6   |
| Bills de Buffalo                   | 4   |
| Bengals de Cincinnati              | 3   |
| Browns de Cleveland                | 3   |
| Broncos de Denver                  | 1   |
| Texans de Houston                  | 1   |
| Colts d'Indianapolis               | 1   |
| Jaguars de Jacksonville            | 0   |
| Chiefs de Kansas City              | 7   |
| Raiders de Las Vegas               | 3   |
| Chargers de Los Angeles            | 2   |
| Dolphins de Miami                  | 3   |
| Patriots de la Nouvelle-Angleterre | 1   |
| Jets de New York                   | 4   |
| Steelers de Pittsburgh             | 2   |
| Titans du Tennessee                | 3   |

| Équipes                       | Nb. |
| ----------------------------- | --- |
| Cardinals de l'Arizona        | 1   |
| Falcons d'Atlanta             | 1   |
| Panthers de la Caroline       | 1   |
| Bears de Chicago              | 0   |
| Cowboys de Dallas             | 7   |
| Lions de Détroit              | 1   |
| Packers de Green Bay          | 1   |
| Rams de Los Angeles           | 1   |
| Vikings du Minnesota          | 5   |
| Saints de La Nouvelle-Orléans | 1   |
| Giants de New York            | 2   |
| Eagles de Philadelphie        | 8   |
| 49ers de San Francisco        | 6   |
| Seahawks de Seattle           | 4   |
| Buccaneers de Tampa Bay       | 1   |
| Commanders de Washington      | 4   |

## Résultats

### Épreuves du jeudi
- Précision à la passe :
  - Derek Carr remporte le concours pour l'AFC avec un score de 31[6].
  - Score provisoire : AFC 3 - NFC 0

- Lightning Round :
  - L'AFC remporte l'épreuve après avoir noyé l'entraîneur NFC Eli Manning sous une pluie de confettis lors du tour final[6].
  - Score provisoire : AFC 6 - NFC 0

- Plus long drive (golf) :
  - L'événement a eu lieu au Bear's Best Golf Course à Las Vegas.
  - Jordan Poyer a remporté le concours pour l'AFC en ayant le plus long drive (320 yards)[6].
  - Score provisoire : AFC 9 - NFC 0

- Dodgeball : 
  - La NFC remporte le concours, son attaque ayant battu la défense de l'AFC lors du dernier tour[6].
  - Score provisoire : AFC 9 - NFC 3

### Épreuves du dimanche
- Flag Football - Match 1[7] :

| Quart-temps : | 1  | 2  | Total |
| ------------- | -- | -- | ----- |
| AFC           | 20 | 07 | 27    |
| NFC           | 20 | 13 | 33    |
- Score provisoire : AFC 9 - NFC 9

- Kick Tac Toe (morpion)  :
  - L'AFC remporte l'épreuve (3 cases en ligne).
  - Score provisoire : AFC 12 – NFC 9

- Gridiron Gauntlet :
  - La NFC remporte l'épreuve, Eli Manning franchissant la ligne en premier.
  - Score provisoire : AFC 12 – NFC 12

- Flag Football - Match 2[7] :

| Quart-temps : | 1  | 2 | Total |
| ------------- | -- | - | ----- |
| AFC           | 12 | 6 | 18    |
| NFC           | 06 | 7 | 13    |
- Score provisoire : AFC 18 - 12 NFC

- Move The Chains :
  - L'AFC remporte l'épreuve 2 à 1
  - Score provisoire : AFC 21 - 12 NFC

- Best catch :
  - La NFC remporte l'épreuve.
  - Score provisoire : AFC 21 - 15 NFC

- Flag Football - Finale :

| Quart-temps : | SD | 1  | 2 | Total |
| ------------- | -- | -- | - | ----- |
| AFC           | 21 | 06 | 6 | 33    |
| NFC           | 15 | 13 | 7 | 35    |

## Médias
ESPN diffuse tous les événements du Pro Bowl Games. Comme les années précédentes, les événements organisés le dimanche seront également diffusés simultanément par ESPN+, ABC et Disney XD,. Kirk Herbstreit et Pat McAfee commentent les matchs de flag football, Robert Griffin III, Marcus Spears (en) et Laura Rutledge (en) les concours d'habilité, rejoints en outre le premier soir par Ryan Clark (en) et Dan Orlovsky (en),.